# Daniel Azulay
Daniel Azulay (Rio de Janeiro, 30 de maio de 1947 — Rio de Janeiro, 27 de março de 2020) foi um artista plástico, escritor, educador com vasta e diversificada atuação na Imprensa e na TV como desenhista, compositor e autor de livros infantojuvenis e videogames interativos.

## Biografia
Filho do jurista e advogado Fortunato Azulay e de Clara Israel, Daniel nasceu numa família judaica sefardita, sendo o filho mais jovem. Seu irmão mais velho, Jom Tob Azulay, é cineasta e diplomata.
Aos 15 anos, publicou um desenho na sessão de palavras cruzadas do jornal O Globo, aos 18, estreou profissionalmente no Jornal dos Sports.
Em 1967, criou a tira Capitão Sol para o jornal O Sol. Em 1968, criou a  tira Capitão Cipó, publicada no jornal Correio da Manhã e em 1975, lançou a Turma do Lambe-Lambe. Na Rio Gráfica Editora, colaborou com as revistas Querida e Garotas, com a personagem A Dona Filó, logo em seguida colaborou com as revistas O Cruzeiro, Jóia e Manchete. Publicou o livro "Viagem a Jerusalem", contendo 40 ilustrações, viajou aos Estados Unidos, onde conheceu os estúdios da Disney na Flórida e na Califórnia, lá tentou trabalhar como cartunista, conheceu o quadrinhista Bob Kane, cocriador do Batman, que o apresentou à revista Crazy em Nova York, de volta ao Brasil, foi precursor em 1976 apresentando durante dez anos seguidos, programas de TV educativos e inteligentes para o público infantil. Azulay influenciou de forma construtiva a geração dos anos 1980 que aprendeu com ele a desenhar, construir brinquedos com a sucata doméstica, e a importância da reciclagem e sustentabilidade em defesa do meio ambiente, antecedendo programas da TV por assinatura como Art Attack, Mister Maker e Click.
Viajava pelo mundo expondo, fazendo palestras e conduzindo workshops de arte, educação e responsabilidade social. Premiado no Brasil e no exterior, suas obras de arte contemporânea fazem parte do acervo de coleções particulares e de grandes empresas.
Na década de 1990, desenvolveu CD-ROMs educativos, esses CD-ROMs chamaram a atenção de Johnny Saad do Grupo Bandeirantes, em 1996, Azulay passou a apresentar o programa Oficina de Desenho Daniel Azulay na Band Rio, em 2000, o programa passou a ser exibido em rede nacional.
Em 2009, ensinou desenho em vídeos para o site UOL, fez especiais pro Canal Futura ('Azuela do Azulay') e chegou a participar da TV Rá-Tim-Bum com o desenho da Turma do Lambe-Lambe.
Em 2013, lançou o site Diboo (www.diboo.com.br), um curso de desenho online para crianças.
Em 2018, foi homenageado como Grande-mestre pelo Troféu HQ Mix.
Daniel morreu em 27 de março de 2020 após ficar internado por duas semanas na Clínica São Vicente (no Rio de Janeiro) em tratamento contra a leucemia. Teria contraído o novo coronavírus em ambiente hospitalar e desenvolveu quadro de COVID-19 cujas complicações foram fatais.

## Exposições e eventos internacionais
- Montreal Exhibition, Canadá (1968)
- 33.º Salon International d’Humoristes, Bruxelas, Bélgica (1969)
- Recebeu menção honrosa em exposição no Museu de Arte Moderna do Rio de Janeiro com seus primeiros trabalhos gráficos em caleidoscópios de acrílico no Salão da Bússola. (1970)
- Participou de exibição no Salone Internazionale dei Comics, Lucca, Itália. (1970)
- Produziu o Álbum Jerusalém/Desenhos de Humor, resultado de sua viagem a Israel (1973)
- Expôs desenhos de Jerusalém na Galeria Ipanema, no RJ e no Gabinete de Artes Gráficas em São Paulo. (1974)
- Agraciado com o 1.º lugar na International Cartoon Exhibition Athens, Atenas, Grécia e teve seu desenho publicado na capa do catálogo da exposição (1975)
- Produziu cartões, aerogramas e selos comemorativos para os Correios (1977)
- Ilustrou cartazes do Congresso da ASTA realizados pela Embratur (1977)
- Representou o Brasil, a convite dos EUA no International Symposium of Books and Broadcasting for Children (1979)
- Exposição organizada pelo Consulado Britânico no Hotel Rio Palace, (RJ) faz uma retrospectiva de seus desenhos. A exposição contou com a presença da Princesa Anne. (1989)
- Lança seu livro de Arte A Porta/The Door reunindo desenhos e pinturas de suas exposições realizadas no Brasil, Europa e Estados Unidos (2012)